# Негропонте, Димитри
Димитри Негропонте (англ. Dimitri Negroponte; Димитриос Негрепонтис, греч. Δημήτριος Νεγρεπόντης; 25 марта 1915, Лозанна, Во, Швейцария — июнь 1996, Лондон, Великобритания) — швейцарский и греческий судовладелец, горнолыжник. Впервые представлял Грецию на зимних Олимпийских играх 1936 года.

## Биография
Родился 25 марта 1915 года во франкоязычном кантоне Швейцарии в семье российских греков Ивана Дмитриевича Негропонте (1878—1934) и Елены Денисовны Статато (1889—1932). Судовладелец Иван Дмитриевич, сын таганрогского купца 1-й гильдии Дмитрия Амвросиевича Негропонте, покинул Россию около 1910 года, переселившись в Берлин, а затем в Лозанну, где и прожил большую часть жизни. 
Димитри Негропонте обучался в школе-интернате в Клостерсе, где научился кататься на лыжах. В 1936 году принял участие в IV зимних Олимпийских играх в Гармиш-Партенкирхене, впервые представляя Грецию, но без результатов. 
После смерти родителей переехал в Афины, а затем в Лондон, где работал в компании своего тестя, судовладельца Николаса Кумантароса, а также в компании Ставроса Ниархоса, двоюродного брата его жены Екатерины Кумантару. В 1939 году по просьбе своего тестя поселился в Нью-Йорке на Манхэттене, где жил до 1972 года, когда вернулся в Лондон.

## Личная жизнь
В 1939 году Димитри Негропонте женился на Екатерине Кумантару, дочери судовладельца Николаса Кумантароса. Она родилась в Нью-Йорке, но её семья вернулась в Грецию, когда ей было три года. У них родилось четверо детей: дипломат Джон Негропонте, профессор МТИ Николас Негропонте, режиссёр Мишель Негропонте и художник Джордж Негропонте.
Димитри являлся полиглотом, который свободно говорил на английском, французском, немецком и греческом языках.